# Duo per viola e violoncello (Beethoven)
Il duo per viola e violoncello Con due paia di occhiali obbligati (Duet mit zwei obligaten Augengläsern, WoO 32) in mi bemolle maggiore è stato composto da Ludwig van Beethoven tra il 1796 e il 1797. È stato scritto per il barone Nikolaus Zmeskall, segretario della cancelleria ungherese, amico di Beethoven e abile violoncellista per diletto. Essendo Beethoven stesso un violista esperto, probabilmente la composizione era intesa per essere suonata dai due.
Non è chiaro con certezza il significato del nome, anche se è probabile che alludesse scherzosamente al fatto che entrambi, Beethoven e Zmeskall, portavano gli occhiali; i due avevano inoltre parecchia confidenza, e in alcune lettere il compositore ironizzava sulla difficoltà visiva dell'amico.
La composizione è incompleta e la bozza del duo rientra nel volume di bozze del periodo 1784-1800, posseduto dal musicista e collezionista viennese J. N. Kafka (1819-1886) e venduto al British Museum nel 1875.
Il primo movimento è in forma sonata dall'andamento non specificato, verosimilmente un allegro, dal carattere molto giocoso, che inizia con un tema energico proposto dalla viola e ripreso immediatamente dal violoncello. I due strumenti si alternano continuamente in soli e reciproco accompagnamento, in sezioni vivaci nei quali si alternano rapidamente, frasi cantabili e una sezione, poco prima della ripresa, dove gli strumenti alternano arco e pizzicato. Alla vivacità del primo movimento segue un elegante minuetto.